# Gabriela Soares
Gabriela Henriques Soares (Rio de Janeiro, 9 de novembro de 1993 (31 anos)) é uma ex-ginasta brasileira que representou o Brasil em provas de Ginástica artística feminina.
Gabriela disputou o Campeonato Brasileiro de Ginástica Artística de 2007, 2008, 2009, 2010 e 2011 pelo Flamengo. Em 2011, competiu pela seleção nos Jogos Pan-Americanos de 2011, realizados em Guadalajara, no México. A ginasta ainda ajudou a equipe feminina brasileira a se classificar para os Jogos Olímpicos de Verão de 2012, em Londres, não podendo participar do mesmo devido a uma lesão.
Sua especialidade é o solo.

## Principais resultados
Campeonato Brasileiro por equipes em 2007, 2008, 2009.
 Campeonato Brasileiro por equipes em 2010 e 2011.
 Troféu Brasil de Ginástica em 2011.